# ويست بالم بيتش
ويست بالم بيتش (بالإنجليزية: West Palm Beach, Florida)‏ هي مدينة تقع في مقاطعة بالم بيتش (فلوريدا) بولاية فلوريدا في الولايات المتحدة. تأسست عام -1881، تبلغ مساحتها 150.7 (كم²)، وترتفع عن سطح البحر 6.4 م، بلغ عدد سكانها 102436 نسمة في عام 2010 حسب إحصاء مكتب تعداد الولايات المتحدة وتصل الكثافة السكانية فيها 707.6 نسمة/كم2.

## التركيبة السكانية
حدّد مكتب تعداد الولايات المتحدة بيانات التركيبة السكانية لويست بالم بيتش في تعداد الولايات المتحدة. في ما يلي، التركيبة السكانية حسب تعدادي 2000 و2010.

### تعداد عام 2000
بلغ عدد سكان ويست بالم بيتش 82,103 نسمة بحسب تعداد عام 2000، وبلغ عدد الأسر 34,769 أسرة وعدد العائلات 18,270 عائلة مقيمة في المدينة. في حين سجلت الكثافة السكانية 546.8 نسمة لكل كيلومتر مربع (1,416.2/ميل2). وبلغ عدد الوحدات السكنية 40,461 وحدة بمتوسط كثافة قدره 269.5 لكل كيلومتر مربع (698.0/ميل2).
وتوزع التركيب العرقي للمدينة بنسبة 58.09% من البيض و32.21% من الأمريكيين الأفارقة و0.33% من الأمريكيين الأصليين و1.46% من الأمريكيين ذوي الأصول الآسيوية و0.16% من سكان جزر المحيط الهادئ و4.35% من الأعراق الأخرى و3.40% من عرقين مختلطين أو أكثر و18.21% من الهسبانيون أو اللاتينيون من أي عرق.
بلغ عدد الأسر 34,769 أسرة كانت نسبة 25.9% منها لديها أطفال تحت سن الثامنة عشر تعيش معهم، وبلغت نسبة الأزواج القاطنين مع بعضهم البعض 34.3% من أصل المجموع الكلي للأسر، ونسبة 13.6% من الأسر كان لديها معيلات من الإناث دون وجود شريك،  بينما كانت نسبة 4.7% من الأسر لديها معيلون من الذكور دون وجود شريكة وكانت نسبة 47.5% من غير العائلات. تألفت نسبة 37.6% من أصل جميع الأسر من عدة أفراد يعيشون في نفس المنزل ونسبة 11.8% كانت تتألف من شخص يعيش بمفرده يبلغ من العمر 65 عاماً أو أكثر. وبلغ متوسط حجم الأسرة المعيشية 2.26، أما متوسط حجم العائلات فبلغ 3.02.
بلغ العمر الوسطي للسكان 36.7 عاماً. وكانت نسبة 20.9% من القاطنين تحت سن الثامنة عشر، وكانت نسبة 8.6% بين الثامنة عشر والرابعة والعشرين عاماً، ونسبة 31% كانت واقعةً في الفئة العمرية ما بين الخامسة والعشرين والرابعة والأربعين عاماً، ونسبة 20.9% كانت ما بين الخامسة والأربعين والرابعة والستين، ونسبة 14.1% كانت ضمن فئة الخامسة والستين عاماً فما فوق. يوجد لكل 100 أنثى 98.2 ذكر، ويوجد لكل 100 أنثى في الثامنة عشر من عمرها فما فوق 96.2 ذكر.
بلغ متوسط دخل الأسرة في المدينة 34,167 دولارًا، أما متوسط دخل العائلة فبلغ 38,552 دولارًا. وكان متوسط دخل الذكور 28,924 دولارًا مقابل 25,924 دولارًا للإناث. وسجل دخل الفرد الخاص بالمدينة 20,199 دولارًا. وكانت نسبة 17.7% من العائلات ونسبة 21.6% من السكان تحت خط الفقر، وكان من هؤلاء نسبة 35% تحت سن الثامنة عشر ونسبة 16% في الخامسة والستين من العمر وما فوق.

### تعداد عام 2010
بلغ عدد سكان ويست بالم بيتش 99,919 نسمة بحسب تعداد عام 2010، وبلغ عدد الأسر 42,912 أسرة وعدد العائلات 23,068 عائلة مقيمة في المدينة. في حين سجلت الكثافة السكانية 665.5 نسمة لكل كيلومتر مربع (1,723.6/ميل2). وبلغ عدد الوحدات السكنية 54,179 وحدة بمتوسط كثافة قدره 360.8 لكل كيلومتر مربع (934.5/ميل2).
وتوزع التركيب العرقي للمدينة بنسبة 56.72% من البيض و32.46% من الأمريكيين الأفارقة و0.50% من الأمريكيين الأصليين و2.26% من الأمريكيين ذوي الأصول الآسيوية و0.11% من سكان جزر المحيط الهادئ و5.27% من الأعراق الأخرى و2.68% من عرقين مختلطين أو أكثر و22.62% من الهسبانيون أو اللاتينيون من أي عرق.
بلغ عدد الأسر 42,912 أسرة كانت نسبة 25.6% منها لديها أطفال تحت سن الثامنة عشر تعيش معهم، وبلغت نسبة الأزواج القاطنين مع بعضهم البعض 33.6% من أصل المجموع الكلي للأسر، ونسبة 14.8% من الأسر كان لديها معيلات من الإناث دون وجود شريك،  بينما كانت نسبة 5.4% من الأسر لديها معيلون من الذكور دون وجود شريكة وكانت نسبة 46.2% من غير العائلات. تألفت نسبة 36.5% من أصل جميع الأسر من عدة أفراد يعيشون في نفس المنزل ونسبة 11.5% كانت تتألف من شخص يعيش بمفرده يبلغ من العمر 65 عاماً أو أكثر. وبلغ متوسط حجم الأسرة المعيشية 2.26، أما متوسط حجم العائلات فبلغ 2.97.
بلغ العمر الوسطي للسكان 38.1 عاماً. وكانت نسبة 19.9% من القاطنين تحت سن الثامنة عشر، وكانت نسبة 10.2% بين الثامنة عشر والرابعة والعشرين عاماً، ونسبة 28.9% كانت واقعةً في الفئة العمرية ما بين الخامسة والعشرين والرابعة والأربعين عاماً، ونسبة 25% كانت ما بين الخامسة والأربعين والرابعة والستين، ونسبة 16% كانت ضمن فئة الخامسة والستين عاماً فما فوق. وتوزع التركيب الجنسي للسكان بنسبة 48.7% ذكور و51.3% إناث.

## توأمة
لويست بالم بيتش اتفاقيات توأمة مع كل من:
- مرسين
- Tzahar [الإنجليزية]‏
- بودفا

## أعلام
- كاسادي بوب
- تيفاني ترامب
- ألين كوفيرت
- هنري فلاجلر
- ديكي بيتس
- فيرنون والترز
- إثيلدا بليبتري
- إدجار ميتشيل
- إلين تشرشل سيمبل
- أي جي مكلين

## وصلات خارجية
- www.cityofwpb.com